# Hrádečná
Hrádečná (deutsch Sperbersdorf) ist ein Ortsteil der Gemeinde Blatno in Tschechien.

## Geographie
Hrádečná liegt etwa fünf Kilometer nördlich des Stadtzentrums von Chomutov am südöstlichen Abfall des Erzgebirges zwischen den Tälern des Březenecký potok (Pfaffenbach) und der Chomutovka (Assigbach). Südöstlich erhebt sich der Strážiště (Hutberg, 511 m). Im Nordosten liegt die Talsperre Jirkov. Südlich verläuft eine leichte Bunkerlinie des Tschechoslowakischen Walls.
Nachbarorte sind Šerchov im Norden, Jindřišská im Nordosten, Červený Hrádek, Vinařice und Březenec im Osten, Chomutov und Horní Ves im Süden, Krásná Lípa und Domina im Südwesten, První Dolský Mlýn, Druhý Dolský Mlýn, Třetí Dolský Mlýn und Suchdol im Westen sowie Bečov und Blatno im Nordwesten.

## Geschichte
Das Dorf entstand um den Sperbershof und wurde vermutlich nach ihm benannt. Die erste schriftliche Erwähnung von Sperberßdorff erfolgte in den Folianten der Kommende Komotau des Deutschritterordens aus den Jahren 1382 bis 1386. Nach längeren Streitigkeiten mit der Böhmischen Krone nutzte Wenzel IV. 1410 nach der Schlacht bei Tannenberg die Schwäche des Ordens und konfiszierte dessen Besitz. 1411 verwies Wenzel den Orden des Landes. Nachfolgend wurde das Dorf Teil der Herrschaft Komotau. Weitere Nachweise existieren im Komotauer Grundbuch aus den Jahren 1477 bis 1479, diese werden in verschiedener Literatur als die Ersterwähnung angegeben. Nach dem Freikauf der Stadt Komotau im Jahre 1605 wurde Sperbersdorf an die Herrschaft Rothenhaus angeschlossen. Seine Lage abseits aller Hauptverkehrswege bewahrte den Ort im Dreißigjährigen Krieg vor Zerstörungen. Seine Bewohner lebten von der Landwirtschaft. Der Ackerbau war wegen der Höhenlage nicht ertragreich. Weiterhin wurde Viehzucht betrieben und ein Teil der Bewohner lebte von der Forstwirtschaft.
Nach der Aufhebung der Patrimonialherrschaften bildete Sperbersdorf ab 1850 eine politische Gemeinde in der Bezirkshauptmannschaft Komotau. 1868 wurde das Dorf nach ab 1850 einen Ortsteil der politischen Gemeinde Platten eingemeindet und 1880 wieder eigenständig. 1869 hatte das Dorf 150 Einwohner, 1880 waren es 173. Im Jahre 1918 lebten in Sperbersdorf 160 deutschsprachige Einwohner. Nachfolgend ging die Bevölkerung weiter zurück. 1930 war lediglich ein Bewohner Tscheche. Nach dem Münchner Abkommen wurde die Gemeinde 1938 dem Deutschen Reich zugeschlagen und gehörte bis 1945 zum Landkreis Komotau. 1939 hatte die Gemeinde 147 Einwohner. Nach dem Ende des Zweiten Weltkrieges kam Sperbersdorf zur Tschechoslowakei zurück und die deutschen Bewohner wurden nachfolgend vertrieben. Im Jahre 1952 erhielt Sperbersdorf den neuen Namen Hrádečná; es ist unklar, wie dieser zustande kam. 1951 wurde Hrádečná neuerlich nach Blatno eingemeindet. 1971 waren nur noch zwei Häuser ständig bewohnt und das Dorf hatte fünf Einwohner. 14 Häuser dienten als Feriendomizile. Die verfallene Kapelle wurde 1996 mit deutscher Unterstützung saniert.
Im Jahre 2001 bestand das Dorf aus 10 Häusern, in denen 18 Menschen lebten.

## Entwicklung der Einwohnerzahl
| Jahr | Einwohnerzahl |
| ---- | ------------- |
| 1869 | 153           |
| 1880 | 163           |
| 1890 | 170           |
| 1900 | 160           |
| 1910 | 157           |

| Jahr | Einwohnerzahl |
| ---- | ------------- |
| 1921 | 144           |
| 1930 | 148           |
| 1950 | 55            |
| 1961 | 25            |
| 1970 | 10            |

| Jahr | Einwohnerzahl |
| ---- | ------------- |
| 1980 | 5             |
| 1991 | 5             |
| 2001 | 18            |
| 2011 | 44            |

## Sehenswürdigkeiten
- Kapelle Mariä Empfängnis, errichtet im 19. Jahrhundert
- Talsperre Jirkov, nordöstlich des Dorfes
- Museum im Bunker Na Kočičáku, südlich von Hrádečná
- Berg Strážiště mit Aussichtsturm
- Reste der Burg Neustein (Najštejn), nordöstlich über der Talsperre
- Reste der Burg Hausberk, südwestlich über dem Bezručovo údolí (Grundtal) der Chomutovka
- Gedenkstein für Petr Bezruč an der První Dolský Mlýn